# Bátorliget, Szabolcs-Szatmár-Bereg
Bátorliget  este un sat în districtul Nyírbátor, județul Szabolcs-Szatmár-Bereg, Ungaria, având o populație de 692 de locuitori (2011). 

## Demografie
Componența etnică a satului Bátorliget
     Maghiari (96,99%)
     Romi (3,01%)
Componența confesională a satului Bátorliget
     Greco-catolici (29,77%)
     Romano-catolici (20,81%)
     Fără religie (8,24%)
     Reformați (6,94%)
     Necunoscută (34,25%)
Conform recensământului din 2011, satul Bátorliget avea 692 de locuitori. Din punct de vedere etnic, majoritatea locuitorilor (96,99%) erau maghiari, cu o minoritate de romi (3,01%). Nu există o religie majoritară, locuitorii fiind greco-catolici (29,77%), romano-catolici (20,81%), persoane fără religie (8,24%) și reformați (6,94%). Pentru 34,25% din locuitori nu este cunoscută apartenența confesională.